# Данубія (Чернівці)
Футбольний клуб Данубія (Чернівці) або просто Данубія (нім. Fußballklub Danubia Czernowitz) — румунський футбольний клуб з міста Чернівці, заснований німецькою меншиною навесні 1909 року, 1910 року разом з ІФК (Чернівці) утворив БАСК (Чернівці), який розформували 1928 року.

## Історія
Футбольна команда «Данубія» (Чернівці) заснована в Чернівцях навесні 1909 року місцевою німецькою громадою. «Данубія» в перекладі з латини означає «Дунай». 27 травня 1910 року об'єднався з ІФК (Чернівці) (також заснований навесні 1909 року), внаслідок чого утворився БАСК (Чернівці) (BASK німецькою: Bukowinaer Allgemeiner Sport Klub - Буковинський мультиспортивний клуб), назва якого було збережена, але румунською мовою («Societatea Generală de Sport Cernăuți»). До БАСКу 1910 року приєдналася «Сарматія» (Чернівці), але в 1912 році вийшла з новою назвою: «Доростор Соколи», а в 1919 році отримала назву «Полонія» (Чернівці).
У червні 1928 року БАСК розформувало.